# Витре (Алье)
Витре́ (фр. Vitray) — коммуна во Франции, находится в регионе Овернь. Департамент коммуны — Алье. Входит в состав кантона Серийи. Округ коммуны — Монлюсон.
Код INSEE коммуны — 03318.

## Население
Население коммуны на 2008 год составляло 122 человека.
| 1962 | 1968 | 1975 | 1982 | 1990 | 1999 | 2008 |
| ---- | ---- | ---- | ---- | ---- | ---- | ---- |
| 208  | 194  | 149  | 137  | 133  | 130  | 122  |

## Экономика

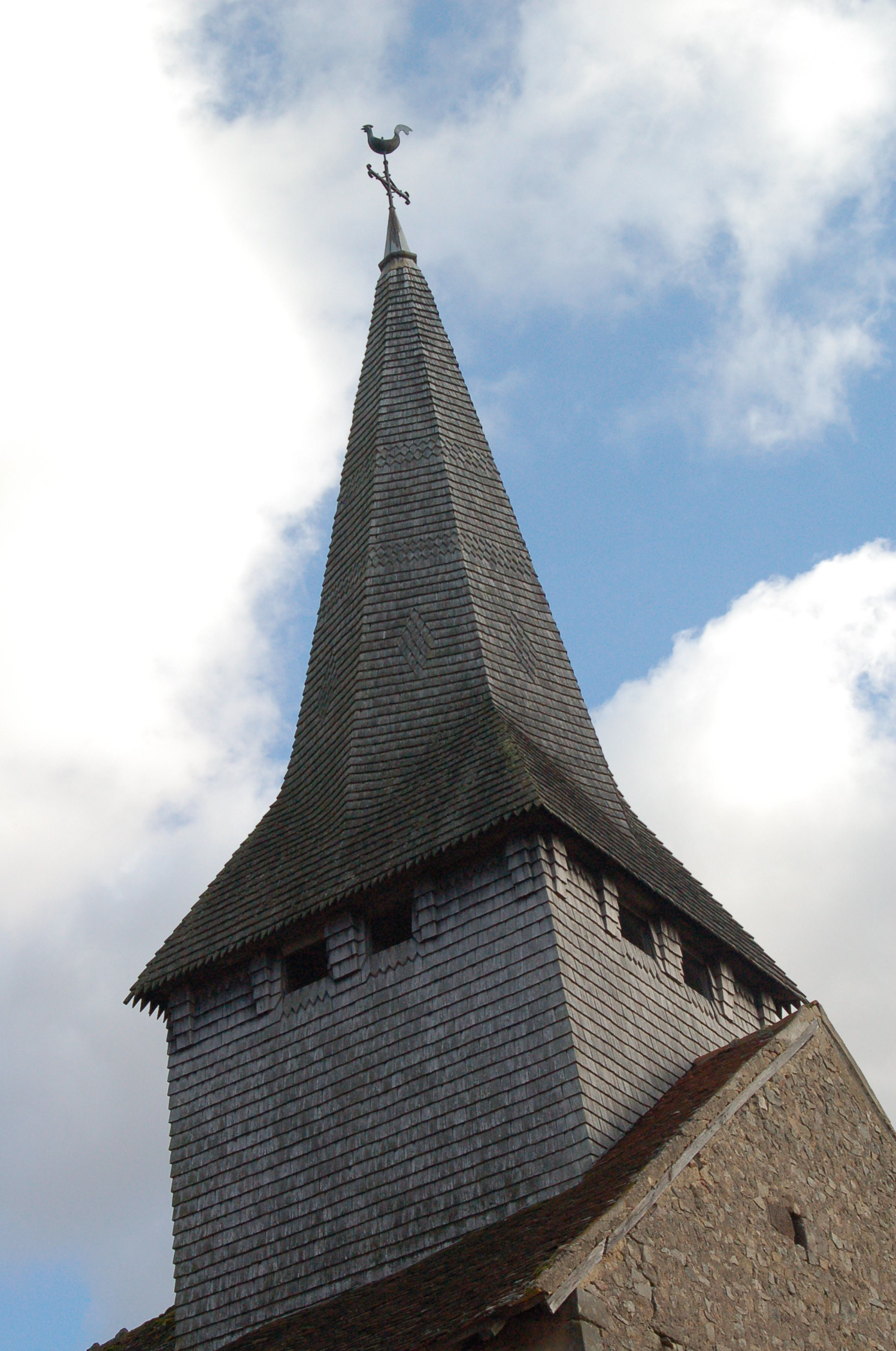
Церковь Сент-Элуа

В 2007 году среди 71 человека в трудоспособном возрасте (15—64 лет) 50 были экономически активными, 21 — неактивными (показатель активности — 70,4 %, в 1999 году было 66,2 %). Из 50 активных работали 44 человека (24 мужчины и 20 женщин), безработных было 6 (2 мужчин и 4 женщины). Среди 21 неактивного 4 человека были учениками или студентами, 10 — пенсионерами, 7 были неактивными по другим причинам.

## Достопримечательности
- Церковь Сент-Элуа XII и XVII веков с колокольней XII века, увенчанной шпилем. Исторический памятник со 2 июня 1976 года.
- Лес Тронсе[фр.]